# Zofia Ameisenowa
Zofia Ameisenowa (ur. 31 maja 1897 w Nowym Sączu, zm. 25 grudnia 1967 w Krakowie) – polska historyk sztuki, profesor Uniwersytetu Jagiellońskiego, kustosz Biblioteki Jagiellońskiej.
Specjalizowała się w zagadnieniach związanych z rękopisami iluminowanymi oraz grafikami, była znawczynią europejskiego malarstwa miniaturowego i ikonografii biblijnej.

## Życiorys
W 1921 roku ukończyła studia doktoranckie na Uniwersytecie Jagiellońskim i rozpoczęła pracę na tej uczelni. Piastowała stanowisko asystentki w Bibliotece Jagiellońskiej. Mężem historyczki został 1 sierpnia 1923 jej daleki kuzyn – dr Aleksander Ameisen, dermatolog, a także literat i czołowy szachista Krakowa.
Podczas II wojny światowej Ameisenowa trafiła najpierw do Łucka (1939–1940), a później do Kosowa Huculskiego (1940–1942). Tam jej mąż pracował w szpitalu wenerologicznym dla uchodźców. 16 października 1941 roku wraz z 2700 aresztowanych Żydów małżeństwo Ameisenów znalazło się w kosowskim więzieniu. Z mordu ludności żydowskiej ocaleli tylko oni oraz stomatolog, którego nazwiska nie ustalono. Nie byli jednak bezpieczni, ponieważ zbrodnie na Żydach trwały. Zofia Ameisen uciekła wraz z mężem poprzez Czerniowce do stolicy Rumunii – Bukaresztu.
Bilans wojny był dla Zofii Ameisenowej tragiczny – straciła rodziców, siostrę i szwagra, jak również cały majątek, przeżyła też trzykrotne aresztowania przez Gestapo i pobyt w getcie. Podupadła także na zdrowiu. Powróciła jednak do Krakowa i do pracy na uczelni. W 1955 roku otrzymała tytuł naukowy profesora nadzwyczajnego, a w 1959 – profesora zwyczajnego.
Historyczka wytyczyła sobie konkretne cele – uporządkowanie i skatalogowanie zasobów grafiki oraz opublikowanie najcenniejszych zabytków znajdujących się w Bibliotece Jagiellońskiej – rysunków, rycin, a także rękopisów iluminowanych. Zadania te realizowała konsekwentnie mimo postępującej choroby naczyń wieńcowych serca. Problemy zdrowotne nasiliły się wraz z ciężką chorobą jej męża, który doznał paraliżu. Ameisenowa opiekowała się nim do jego śmierci 25 grudnia 1961 roku. Po śmierci męża stan zdrowia badaczki stopniowo się pogarszał.
Zmarła w nowohuckim szpitalu im. Stefana Żeromskiego. Pochowana jest na nowym cmentarzu żydowskim przy ulicy Miodowej w Krakowie.

## Publikacje[5]
- Średniowieczne malarstwo ścienne w Krakowie (1923)
- Inkunabuły graficzne Bibljoteki Jagiellońskiej (1924)
- Einblattdrucke des fünfzehnten Jahrhunderts in Polen. Holz- und Metallschnitte in den Bibliotheken zu Gołuchów, Krakau, Lemberg, Lublin, Płozk, Thorn und Warschau (1929)
- Biblja hebrajska XIV-go wieku w Krakowie i jej dekoracja malarska (1929)
- Minjatury włoskie Bibljoteki Jagiellońskiej. Trecento (1929)
- Księga zwiedzających Świątynię Sybilli w Puławch. Jej historja i dekoracja (1930)
- Francuskie rękopisy iluminowane z Wilanowa w Bibljotece Narodowej (1933)
- Les principaux manuscrits a peintures de la Biblioth̀eque Jagellonienne de Cracovie (1933)
- O kilku cennych rękopisach iluminowanych francuskich z Bibljoteki Wilanowskiej, obecnie w Bibljotece Narodowej w Warszawie (1934)
- Katalog wystawy iluminowanych rękopisów włoskich / Bibljoteka Jagiellońska (1934)
- Bibliografia drzeworytnictwa (1936)
- Ein unbekannter, früher Burgkmair-Holzschnitt in Krakau? (1936)
- The tree of life in Jewish iconography (1938)
- Epitafium Jana Borka. Obraz krakowski z w. XVI, niegdyś w katedrze na Wawelu
- Dwa nieznane polskie znaki książkowe z XVI wieku (1947)
- Animal-headed gods, evangelists, saints and righteous men (1949)
- Czyim herbem jest herb Szeliga w Kodeksie Behema? (1954)
- Tabula Cebetis nieznany rysunek z XVI wieku w Bibliotece Jagiellońskiej (1956)
- Rękopisy i pierwodruki iluminowane Biblioteki Jagiellońskiej (Wrocław: Ossolineum, 1958)
- Globus Marcina Bylicy z Olkusza i mapy nieba na wschodzie i zachodzie (1959; wyd. także w j. angielskim)
- Godzinki Sobieskich w Windsorze (1959)
- Kodeks Baltazara Behema (1961; układ całości Rafał Glücksman)
- Problem modeli anatomicznych „écorchés” i trzy statuetki w Bibliotece Jagiellońskiej (1962; wyd. także w j. angielskim)
- Cztery polskie rękopisy iluminowane z lat 1524–1528 w zbiorach obcych (1967)